# Бруфа (Перуђа)
Бруфа је насеље у Италији у округу Перуђа, региону Умбрија.
Према процени из 2011. у насељу је живело 956 становника. Насеље се налази на надморској висини од 284 м.